# Природні права людини
Приро́дні права́ люди́ни  — це права, які надаються людині з народження, необмежені нічим та ніким. Вони є першочерговими, а всі інші — похідними від них. Дані права в жодному разі не залежать від держави або ступеня її демократичності. Це права надані природою і супроводжують особу до самої смерті. Одним з перших дослідників природного права в Україні був Станіслав Оріховський.
Природні права (лат. jus naturale — природне право) –  система морально-етичних, філософських та звичаєвих ціннісних норм, які здавна регулюють відносини людей у суспільстві, які випливають із законів моралі  та стають засадами цивілізаційного співіснування людей.

## Основні природні права
Кожна людина має невід'ємне  право на життя, волю, гідність, на користування дарами природи з моменту народження і які є по суті рівними для всіх людей, наявність яких не залежить від законодавця, бо закладені в самій сутності людського буття.
Існування людини в соціумі породжує загальновизнані суспільством правила співіснування, що охоплюється концептом природних прав.
Право на життя є невід'ємним природним правом цивілізованої людської спільноти та складається з суто абсолютного права на життя та його невід'ємності; заборони свавільного позбавлення життя людини; права на необхідну самооборону проти посягань на життя та захист життя з боку  держави.
Кожна людина має невід'ємне  право на волю, не бути поневоленим.
Кожна людина має невід'ємне  право на безпечне довкілля.
Кожна людина має невід'ємне  право користуватись природними ресурсами — земельними, водними, повітряними цінностями (основні природоресурсні права), які необхідні для її існування.
Усі люди є вільні і рівні у своїй гідності та правах (ст. 21 Конституції України).
Людська гідність — це сукупність інтелектуальних, духовних, морально-етичних, гуманістичних та світоглядних якостей людини, її творчих талантів, професійних і фізичних здібностей, які є основою усвідомлення нею своєї неповторності як людського феномену та суспільної цінності, підставою для самоповаги.
Презумпція гідності — цивілізаційний стандарт суспільної моралі, в силу якого загальновизнаним є твердження, що людина наділена від природи духовним даром людської істоти — прагненням до істини, добра, краси та справедливості. Право на визнання гідності є непорушним природним правом кожної людини незалежно від будь-яких обставин.
Людина наділена свободою думки  – іманентне абсолютне природне право людини на вільнодумство, яке неможливо ні заборонити, ні  регулювати законом, оскільки  вільна і розумна людина, як правило, вільно думає з тих пір як тільки може думати. Концепту природного права все більше уваги приділяється в сучасних умовах глобалізації та збройних конфліктів. Доктрина природного права знаходиться в стадії активного аналізу вченими-юристами.